# 20591 Sameergupta
A 20591 Sameergupta (ideiglenes jelöléssel 1999 RC177) a Naprendszer kisbolygóövében található aszteroida. A LINEAR projekt keretében fedezték fel 1999. szeptember 9-én.